# Hertha (tidskrift)
För Fredrika Bremers roman se Hertha (roman), för asteroiden, se 135 Hertha.
Hertha är namnet på Fredrika-Bremer-Förbundets tidskrift, uppkallad efter Fredrika Bremers utmanande roman Hertha. Tidskriften Hertha grundades 1914 och gavs ut regelbundet fram till 1999. Mellan 2001 och 2005 publicerades den endast digitalt och 2009 gavs ett jubileumsnummer ut i tryck. Sedan 2015 utkommer tryckta nummer av Hertha. 
Hertha var efterföljare till tidskriften Dagny som startats när Sophie Adlersparre grundade Fredrika Bremer-Förbundet 1884. Tidskriftens historia går tillbaka till 1859, då Sophie Adlesparre och Rosalie Roos gav ut Tidskrift för hemmet för att till "kvinnan i andligt avseende, ge kunskap och insikter i första hand".
Hertha innehåller, liksom sina föregångare Tidskrift för hemmet och Dagny, förbundsmeddelanden, artiklar i aktuella sociala, kulturella, ekonomiska och etiska frågor samt artiklar som handlar om jämställdhet.
Tidskriftens redaktör från starten till 1932 var Ellen Kleman. Bland skribenterna i Hertha under dess första decennier märks Elin Wägner, Emilia Fogelklou, Lydia Wahlström, Klara Johanson och Gurli Linder. I dag, under 2000-talet, har bland andra Lawen Mohtadi, Ebba Witt-Brattström, Kristina Hultman, Barbro Hedvall, Kajsa Ekis Ekman och Parvin Ardalan bidragit med artiklar (i de tryckta numren 2009–2014). Sedan 2020 är Camilla Wagner chefredaktör.